# (4847) Amenhotep
(4847) Amenhotep es un asteroide perteneciente al cinturón de asteroides, descubierto el 24 de septiembre de 1960 por Cornelis Johannes van Houten en conjunto a su esposa también astrónoma Ingrid van Houten-Groeneveld y el astrónomo Tom Gehrels desde el Observatorio del Monte Palomar, Estados Unidos.

## Designación y nombre
Designado provisionalmente como 6787 P-L. Fue nombrado Amenhotep en honor a los faraones de la XVIII Dinastía llamados Amenhotep que significa "Amón es misericordioso". Amenhotep II está enterrado en el Valle de los Reyes y su tumba registra sus éxitos militares. Amenhotep III construyó uno de los más famosos templos de Luxor y su momia se encuentra ahora en el Museo de El Cairo.

## Características orbitales
Amenhotep está situado a una distancia media del Sol de 2,167 ua, pudiendo alejarse hasta 2,359 ua y acercarse hasta 1,974 ua. Su excentricidad es 0,088 y la inclinación orbital 0,856 grados. Emplea 1165 días en completar una órbita alrededor del Sol.

## Características físicas
La magnitud absoluta de Amenhotep es 14,7. Tiene 3,143 km de diámetro y su albedo se estima en 0,232.